# أليكس جونسون (لاعب كرة قاعدة)
أليكس جونسون (بالإنجليزية: Alex Johnson) (و. 1942 – 2015 م) هو لاعب كرة قاعدة، من الولايات المتحدة، يلعب كلاعب دفاع ‏، توفي في ديترويت، عن عمر يناهز 73 عاماً، بسبب سرطان البروستاتا.

## روابط خارجية
- أليكس جونسون على موقع دوري كرة القاعدة الرئيسي (الإنجليزية)
- أليكس جونسون على موقعبيزبول رفرنس.كوم (الدوري الرئيسي) (الإنجليزية)
- أليكس جونسون على موقعبيزبول رفرنس.كوم (الدوري الثانوي) (الإنجليزية)
- أليكس جونسون على موقع إي إس بي إن.كوم (أم.أل.بي) (الإنجليزية)
- أليكس جونسون على موقع مشجعي الرسوم البيانية (الإنجليزية)